# Przyborów (Basse-Silésie)
Pour les articles homonymes, voir Przyborów.
Przyborów est une localité polonaise de la gmina de Wińsko, située dans le powiat de Wołów en voïvodie de Basse-Silésie.